# Elmia Lastbil

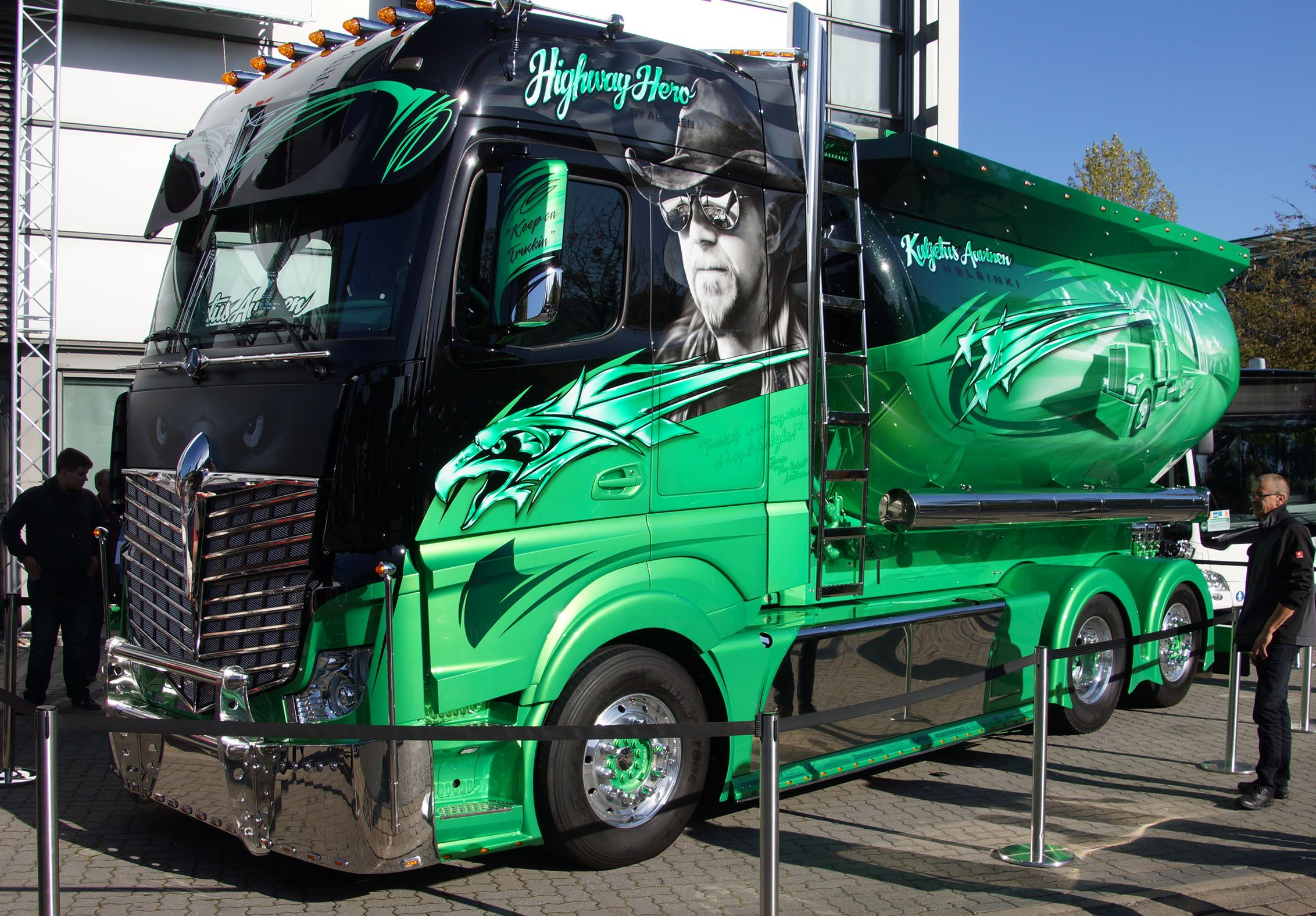
En vinnare under tävlingen Nordic Trophy 2014 som arrangeras under Elmia Lastbil.

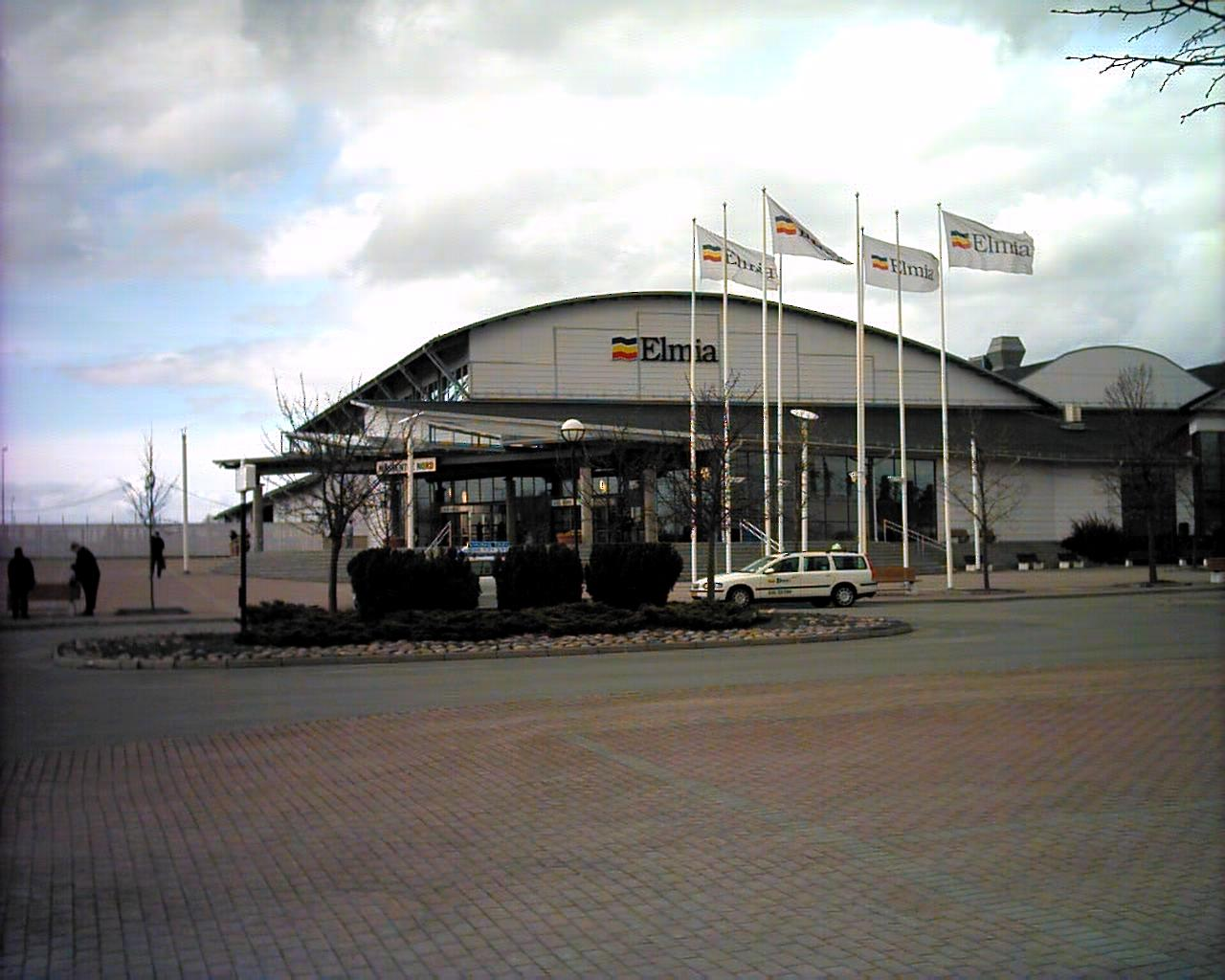
En av Elmias hallar, entré Nord

Elmia Lastbil är Nordens största lastbilsmässa inom åkerinäringen. Den hålls vartannat år, på Elmias mässområde i Jönköping (varje jämna år).

## Historik
Mässan startade 1983 som en marknadsplats och mötesplats för branschens alla intressenter. Den ger en bild av vad branschen erbjuder i form av chassier, påbyggnationer, tillbehör, utrustning, tjänster, etc. 
Mässan syftar även till att attrahera unga människor att intressera sig för en yrkesframtid inom åkerinäringen.

## Mässan
Elmia Lastbil är främst en fackmässa där 96% av besökarna arbetar direkt inom åkerinäringen. De två största besökargrupperna utgörs av yrkesförare samt företagsledning vilka tillsammans utgör två tredjedelar av det totala antalet besökare.
De största verksamhetsområdena representeras av:
- Styckegods/partigods,
- Bygg- och anläggning,
- Verkstads-/tillverkningsindustrin,
- Skogstransport,
- Lager-, terminal-, godshantering

På senaste mässan 2024, deltog 371 utställare,  31 450 unika besökare kom och ett hundratal journalister bevakade de 4 dagarna i Jönköping. 
Nästa mässa genomförs 19-22 augusti 2026 därefter jämna år.